# 小牛芋螺
小牛芋螺（学名：Conus vitulinus），是新腹足目芋螺科芋螺属的一种。主要分布于印度尼西亚、中国大陆、台湾，常栖息在低潮线以下。
有意見認為該物種與焦黄芋螺（Conus planorbis）是同一物種。